# Papua-Engmaulfrösche
Die Papua-Engmaulfrösche (Asterophryinae) sind eine Unterfamilie der Engmaulfrösche (Microhylidae). Sie umfasst aktuell 18 Gattungen und ist mit 331 Arten die weitaus artenreichste der 13 Unterfamilien innerhalb der Familie der Engmaulfrösche mit rund der Hälfte aller Arten.

## Merkmale
Ein besonderes Merkmal (Synapomorphie) der Unterfamilie Papua-Engmaulfrösche ist die direkte Entwicklung der Jungfrösche aus den Eiern, ohne ein Kaulquappenstadium im Wasser zu durchlaufen. Es gibt weitere Familien der Frösche, darunter die Strabomantidae, bei denen eine direkte Entwicklung stattfindet, diese gehören aber anderen Verwandtschaftsgruppen an.
Die meisten Arten sind sehr klein. Mit Paedophryne amauensis gehört das kleinste Landwirbeltier der Welt zu den Papua-Engmaulfröschen. Der Knochenbau ist bei manchen Gattungen, besonders was die Anzahl der Finger- und Zehenglieder betrifft, reduziert. Aphantophryne und Paedophryne haben nur sieben vor dem Kreuzbein liegende Wirbel statt acht wie die anderen Mitglieder der Unterfamilie, bei denen diese Reduktion der Wirbelsäule nur fallweise bei einzelnen Individuen vorkommt.

## Verbreitung
Diese Unterfamilie ist größtenteils endemisch auf der Insel Neuguinea und den benachbarten Inseln wie den Admiralitätsinseln, dem Bismarck-Archipel sowie den Salomonen. Die früher zur Unterfamilie der Engmaulfrösche im engeren Sinn gezählte Gattung Gastrophrynoides wird nach neueren molekulargenetischen Erkenntnissen nun ebenfalls in die Unterfamilie der Papua-Engmaulfrösche gestellt. Ihr Verbreitungsgebiet umfasst Teile Borneos und reicht mit der Art Gastrophrynoides immaculatus bis aufs malaiische Festland. Auch die Verbreitung der Gattung Oreophryne auf südostasiatischen Inseln wie den Philippinen, Sulawesi und Bali reicht über das Hauptverbreitungsgebiet auf Neuguinea hinaus. 

## Lebensweise
Da die Unterfamilie sowohl bodenlebende als auch semi-aquatische und baumbewohnende Formen umfasst, gibt es innerhalb der Gruppe ein breites Spektrum von ökologischen Ansprüchen. Die ökologische Reichweite ist wesentlich größer als in anderen Unterfamilien der Engmaulfrösche und selbst in anderen Familien der Amphibien. Viele dieser ökologischen Typen sind innerhalb der Papua-Engmaulfrösche mehrmals unabhängig voneinander entstanden. Mit der Anpassung an verschiedene Lebensräume kam es auch zu einer großen morphologischen Vielfalt innerhalb der Unterfamilie.

## Systematik
Die Unterfamilie der Papua-Engmaulfrösche umfasst derzeit 18 Gattungen mit 331 Arten. In seiner Monographie der Engmaulfrösche zählte Parker 1934 erst neun Gattungen zu dieser Unterfamilie. Im 21. Jahrhundert kamen immer wieder neue Gattungen hinzu, sei es, dass diese neu entdeckt wurden, aus anderen Unterfamilien zu dieser Gruppe gestellt wurden oder durch Aufspaltung bestehender Gattungen entstanden. Der Grund für diese Revisionen ist das Bemühen der Wissenschaftler, monophyletische Gruppen zusammenzustellen. Die Unterfamilie Genyophryninae wurde 2006 mit den Papua-Engmaulfröschen vereinigt. Albericus, Aphantophryne und Copiula wurden aus der Gattung Cophixalus ausgegliedert, Albericus wurde 2015 mit der Gattung Oreophryne vereint. Die Gattungen Oninia und Paedophryne wurden 2010 neu beschrieben. Metamagnusia wurde 2009 aus einer neu entdeckten und einer neu zugeordneten Art zusammengesetzt, Pseudocallulops wurden in der gleichen Arbeit zwei Arten zugeordnet. Diese beiden Gattungen wurden jedoch 2017 wieder aufgelöst und ihre Arten wurden der Gattung Asterophrys zugeordnet. Die Gattung Xenobatrachus wurde 2006 mit der Gattung Xenorhina zusammengelegt, die Gattung Pherohapsis mit der einzigen Art Pherohapsis menziesi wurde 2013 mit der Gattung Mantophryne vereinigt. 2018 wurden die Gattungen Siamophryne und Vietnamophryne neu beschrieben. 

### Gattungen
Die Unterfamilie Asterophryinae umfasst 18 Gattungen mit 331 Arten:
Stand: 24. April 2018
- Gattung Aphantophryne Fry, 1917[9]
- Gattung Asterophrys Tschudi, 1838
- Gattung Austrochaperina Fry, 1912
- Gattung Barygenys Parker, 1936
- Gattung Callulops Boulenger, 1888
- Gattung Choerophryne Kampen, 1914
- Gattung Cophixalus Boettger, 1892
- Gattung Copiula Méhely, 1901
- Gattung Gastrophrynoides (Boulenger, 1897)[10]
- Gattung Hylophorbus Macleay, 1878
- Gattung Mantophryne Boulenger, 1897
- Gattung Oninia Günther, Stelbrink & von Rintelen, 2010
- Gattung Oreophryne Boettger, 1895
- Gattung Paedophryne Kraus, 2010
- Gattung Siamophryne Suwannapoom, Sumontha, Tunprasert, Ruangsuwan, Pawangkhanant, Korost & Poyarkov, 2018[11]
- Gattung Sphenophryne Peters & Doria, 1878
- Gattung Vietnamophryne Poyarkov, Suwannapoom, Pawangkhanant, Aksornneam, Duong, Korost & Che, 2018[12]
- Gattung Xenorhina Peters, 1863

Die Gattung Albericus Burton & Zweifel, 1995 wurde 2015 mit der Gattung Choerophryne zusammengelegt. Molekulargenetische Untersuchungen hatten ergeben, dass Albericus paraphyletisch war.
Die Gattungen Genyophryne Boulenger, 1890, Liophryne Boulenger, 1897 und Oxydactyla Van Kampen, 1913, wurden mit Sphenophryne
zusammengelegt.
Die Gattung Metamagnusia Günther, 2009 zählt jetzt zu Asterophrys, ebenso die Gattung Pseudocallulops Günther, 2009.